# 科爾馬區 (白俄羅斯)
科爾馬區（羅馬化：Kormyanskiy rayon）是白俄羅斯東南部戈梅利州的一個區，行政中心为科尔马，面積949.15平方公里，2009年人口15,456，人口密度每平方公里16.33人。